# Nati nel 1338
| Questa pagina contiene informazioni ricavate automaticamente dalle voci biografiche con l'ausilio del template Bio e di un bot. L'aggiornamento è periodico e automatico e ricostruisce completamente la pagina. Se manca una persona in questa lista, sei pregato di non aggiungerla, ma accertati piuttosto che la sua voce biografica contenga il template Bio e che i dati anagrafici siano correttamente compilati. Se il template Bio manca, inseriscilo tu stesso o, in alternativa, metti l'avviso {{tmp\|Bio}} che ne segnala la mancanza. Se i dati riportati sono sbagliati, correggi direttamente la voce biografica; le modifiche saranno visibili in questa lista entro pochi giorni. Per chiarimenti vedi il progetto biografie. La lista contiene solo le 17 persone che sono citate nell'enciclopedia e per le quali è stato implementato correttamente il template Bio. Pagina aggiornata al 10 ago 2025. |

- 4 gennaio - Muhammad V di Granada, sovrano († 1391)
- 21 gennaio - Carlo V di Francia, sovrano († 1380)
- 3 febbraio - Giovanna di Borbone, nobile († 1378)
- 13 marzo - Thomas de Beauchamp, XII conte di Warwick, militare e politico inglese († 1401)
- 23 marzo - Go-Kōgon, imperatore giapponese († 1374)
- 17 maggio - Niccolò II d'Este, marchese († 1388)
- 23 agosto - Tvrtko I di Bosnia, sovrano bosniaco († 1391)
- 2 ottobre - Ismaʿil II di Granada, sultano († 1360)
- 5 ottobre - Alessio III di Trebisonda, imperatore bizantino († 1390)
- 29 novembre - Lionello Plantageneto, I duca di Clarence, principe inglese († 1368)
- Abu Zayyan Muhammad II, sultano marocchino († 1366)
- Arnaud-Amanieu VIII d'Albret, militare e politico francese († 1401)
- John Ball, presbitero inglese († 1381)
- Walter Stewart, nobile scozzese († 1362)
- Antonio da Budrio, giurista italiano († 1408)
- Agnese di Baviera-Landshut, principessa
- Giovanni I di Empúries, conte († 1398)